# Serie 2150 de CP
La serie 2100 de Comboios de Portugal es un conjunto de trenes automotores eléctricos construidos en 1977 y destinados inicialmente para los servicios de la línea de Sintra y los servicios regionales de la línea del Norte.
Las dos últimas unidades, 2167 y 2168, llegaron equipadas con electrónica de potencia mediante la aplicación de tiristores. A principio de los años noventa, se destinaron a los servicios regionales desde Entroncamento, Coímbra y Abrantes.
A partir de 2003, serían reformadas para crear la nueva serie 2240. Las 2151 a 2168 están reconstruidas respectivamente como 2274, 2279, 2252, 2253, 2259, 2254, 2286, 2264, 2251, 2291, 2265, 2256, 2263, 2242, 2269, 2245, 2266 y 2250.

## Características técnicas
Partes Mecánicas (fabricante): Sorefame
Año de Entrada en Servicio: 1970
Velocidad Máxima: 120 km/h
Motores de Tracción (fabricante): Groupment D'electrification
Potencia (ruedas): 1735 kW (2360 Cv)
Ancho de Via: 1668 mm
Disposición de ejes: Bo' Bo' +2´2´+2´2´
Transmisión (fabricante): Siemens / AEG / Oerlinkon
Freno (fabricante): Jourdain Monneret
Tipo de locomotora (constructor): U. T. Y.
Diámetro de ruedas (nuevas): Motor: 1000 mm; remolques: 850 mm
Número de cabinas de conducción: 2
Freno automático: Aire comprimido
Areneros (número): 8
Sistema de hombre muerto: Oerlikon - Requerida
Comando en unidades múltiples: Hasta 3 U. T. Y.s
Lubrificadores de verdugos (número y fabricante): 4 Lubrovia Especial
Registrador de velocidad (fabricante): Hasler
Esfuerzo de tracción:
- En el arranque: 11 650 kg
- En el reg. cont.: 6800 kg
- Velocidad correspondiente al régimen continuo: 63 km/h
- Esfuerzo de tracción a velocidad máxima: 1500 kg

Pesos (vacío) (T):
- Transformador: 3,1
- Motor de tracción: 1,500
- Bogies (motor): 11,5
- Bogies (libres): 5,0

Pesos (aprovisionamientos) (T):
- Aceite del transformador: 0,800
- Arena: 0,240
- Personal y herramientas: 0,200
- Agua de WC: 0,900
- Total: 2,140

Equipamiento Eléctrico de Tracción:
- Transformador:
- Constructor: BBC
- Potencia total: 1200 kVA
- Graduador:
- Constructor y tipo: BBC - NU 28
- Rectificador:
- Constructor: AEG
- Asambleas: puente Graetz
- Intensidad en el arranque y Tipo: 2300 A

Transmisión de movimiento:
- Constructor: Siemens, AEG, BBC
- Tipo: MG 400
- Potencia en régimen continuo: 4 x 295 = 1180 kW
- Potencia en régimen monohorario: 4 x 320 = 1280 kW
- Características Esenciales: Suspensión por el morro; Auto-ventilados; Motor de corriente ondulada; Relación de Transmisión 107:21

Equipamiento de suministro eléctrico:
- Constructor: Groupement
- Características esenciales: Por resistencias tubulares